# Kristen Bjorn
Kristen Bjorn (Robert Russell) (* 12. Oktober 1957 in London, England) ist ein Filmregisseur und Produzent homosexueller Pornofilme sowie ehemaliger Pornodarsteller. 1998 erhielt er den GayVN Award als bester Regisseur für den Film Man Watcher.
Bjorn war für kurze Zeit als Darsteller in schwulen Pornofilmen tätig. Er zog nach San Francisco, wo er für den Fotografen Fred Bisonnes als Model arbeitete. Bjorn erschien in Magazinen wie Mandate. Den Namen Kristen Bjorn erhielt er als Schauspieler vom Unternehmen Falcon Studios, für das er tätig war. Das Pseudonym lehnt sich an den Tennischampion Björn Borg an.
1982 zog Bjorn nach Brasilien, wo er acht Jahre lang lebte. Bjorn arbeitete in Brasilien als Fotograf. Fotoaufnahmen verkaufte er unter anderem ab 1985 an US-amerikanische Magazine wie Advocate Men. Bjorn erweiterte seine Arbeiten und begann Videofilme zu drehen. 1998 drehte und produzierte er Tropical Heatwave. Weitere Filme wie Carnival in Rio folgten. Er gründete sein Unternehmen Kristen Bjorn Productions. 1992 verließ Bjorn Brasilien und nach kurzer Zeit in Kanada zog er nach Barcelona, Spanien. Anfang 2000 gründete Bjorn Sarava Productions in Anerkennung weiterer Fotografen wie Barry Gollop. Die Fotobücher Kristen Bjorns erscheinen im Bruno Gmünder Verlag, zuletzt Body Heat im April 2007.

## Filme als Schauspieler
- Biker's Liberty, Falcon Studios, 1982 (mit Jon King, Lee Ryder, Mac Turner, Sky Dawson, Tim Kramer); Regie: Bill Clayton
- The New Breed, Falcon Studios, 1983 (mit Bill Henson, Jeff Porter Nick Harlen, Tex Anthony, Tony Calhoun, Wes Cole); Regie: Bill Clayton

## Filme als Regisseur
| - Tropical Heatwave (Solo) (Brasilien, 1988) - Champs (Solo) (Brasilien, 1989) - Carnaval in Rio (Brasilien, 1989) - Island Fever (Brasilien, 1989) - Manhattan Latin (Vereinigte Staaten, 1990) - Caribbean Beat (Dominikanische Republik, 1990) - A Sailor in Sydney (Australien, 1990) - Jackaroos (KBP, Australien, 1991) - Manly Beach (KBP, Australien, 1991) - Call of the Wild (Kanada, 1992) - Montreal Men (Kanada, 1992) - Jungle Heat (Brasilien, 1993) - Paradise Plantation (Brasilien, 1994) - Mystery Men (Brasilien, 1994) - The Caracas Adventure (Venezuela, 1995) - The Vampire of Budapest (Ungarn, 1995) - Comrades in Arms (Ungarn, 1996) - Hungary for Men (Ungarn, 1996) - A World of Men (International, 1996) - Gangsters at Large (Vereinigte Staaten, 1997) - Anchor Hotel (Vereinigte Staaten, 1997) - Amazon Adventure (Brasilien, 1998) - Man Watcher (Vereinigte Staaten, 1998) - Hot Times in Little Havana (Vereinigte Staaten, 1998) - Thick as Thieves (Kanada, 1999) - Wet Dreams (Parts 1 & 2) (International, 1999) - Making It with Kristen Bjorn - Isle of Men (International, 2002) - Bone Island (International, 2003) - Crossroads of Desire (International, 2003) - ParaShooter (International, 2004) - Firedance (International, 2005) - Rock and Hard Places (International, 2006) - El Rancho (International, 2007) |

## Fotobände von Kristen Bjorn (Auswahl)
- Men of the World. Publisher Distribution Company, 2002, ISBN 3-86187-241-2
- Men of Kristen Bjorn. Publisher Distribution Company, 2003, ISBN 3-86187-282-X
- Stallions. Bruno Gmünder Verlag GmbH, 2005, ISBN 3-86187-682-5
- Body Heat. Bruno Gmünder Verlag GmbH, 2007, ISBN 3-86187-860-7